# Caconemobius fori
Caconemobius fori Gurney e Rentz, 1978 è un insetto ortottero appartenente alla famiglia Gryllidae, endemico della grande isola di Hawaii. È stato scoperto sulle lave recentemente solidificate del Kīlauea e del Mauna Kea. È noto col nome comune inglese di grillo scuro della lava (dark lava cricket) o grillo della lava del Kīlauea, per distinguerlo dal grillo della lava dell'Hualālai (Caconemobius anahulu).

## Descrizione
Grillo di piccole dimensioni, raggiunge una lunghezza di circa 9 mm. È privo di ali, ma riesce a coprire una distanza significativa saltando. Dalla colorazione scura e lucente, riesce a mimetizzarsi molto bene sulla lava appena solidificata che costituisce il suo habitat, assomigliando ad ejecta di vetro vulcanico.

## Distribuzione e habitat
Caconemobius fori è endemico della grande isola di Hawaii, di cui colonizza le colate laviche recentemente solidificate, entro decenni dalla loro formazione, comparendo prima che le specie vegetali pionere attecchiscano. Con Caconemobius anahulu, è indicato come il primo organismo pluricellulare colonizzatore delle colate laviche sull'isola. Tuttavia, non è chiaro come muti il comportamento del grillo quando anche la vegetazione si sviluppa sul terreno lavico. Alcuni ricercatori hanno suggerito che la specie scompaia dall'habitat quando ciò si verifica.
Non sono stati osservati esemplari di Caconemobius fori entro 15 m da alcuna pianta, mentre ne sono stati raccolti alcuni a 100 m da una bocca vulcanica attiva.

## Ecologia
Caconemobius fori è una specie strettamente notturna, che si nutre di detriti trasportati dal vento, tra cui materiale vegetale e schiuma marina. Sulle colate laviche, infatti, soffiano venti costanti che possono trasportare detriti per diversi chilometri, fornendo una fonte di nutrimento per questi grilli.
Quali esche per la loro cattura, sono risultati particolarmente efficaci dei pezzi di formaggio.